# Boog & Elliot - vilde venner
Boog & Elliot – vilde venner (originaltitel Open Season) er en computeranimeret film fra 2006 produceret af Sony Pictures Animation og distribueret af Columbia Pictures, udgivet d. 29. september 2006, og er den første animerede spillefilm af Sony Pictures Animation.

## Handling
Grizzlybjørnen Boog lever et godt liv, i den stille by Timberline, som ligger tæt på et større skov- og naturreservat, Boog som er en fredsommelig bjørn nyder alle civilisationens goder under beskyttelse af sin reserve-mor, den rare skovbetjent Beth, som fandt Boog som unge.
Boog er stjerne i Beths natur-show, som opføres på byens åbne scene for turister og andre besøgende. På scenen spiller Boog rollen som "farlig" grizzlybjørn. Han nyder livet i Beths gamle garage, hvor han ser sine yndlingsserier på Tv, får sine otte måltider mad om dagen og kan sove i sin seng sammen med sit krammedyr, bamsen Dinkelman. man må sige at Boog lever det perfekte liv – indtil Elliot dukker op.
Elliot ankommer bevidstløs, med halvt gevir og bundet til kølerhjelmen på en jeep, der tilhører en lokal og ekstrem skydegal jæger ved navn Shaw.

## Rolleliste
Amerikanske stemmer
- Martin Lawrence som Boog
- Ashton Kutcher som Elliot
- Gary Sinise som Shaw
- Gordon Tootoosis som Gordy
- Debra Messing som Beth
- Billy Connolly som McSquizzy
- Jon Favreau som Reilly
- Jane Krakowski som Giselle
- Patrick Warburton som Ian
- Nikka Futterman som Maria
- Michelle Murdocca som Rosie
- Danny Mann som Serge
- Cody Cameron som Mr. Weenie
- Matthew W. Taylor som Buddy

Danske stemmer
- Kasper Leisner som Boog
- Laus Høybye som  Elliot
- Martin Brygmann som Shaw
- Dick Kaysø som Gordy
- Maibritt Saerens som Beth
- Torben Sekov som Van Granberg / McSquizzy
- Jesper Lohmann som Rheinholt / Reilly
- Sonja Richter som Gisele
- Søren Spanning som Ian
- Trine Appel som Maria
- Louise Mieritz som Rosie
- Donald Andersen som Serge

Art
- Boog – Grizzlybjørn (Ursus arctos horribilis)
- Elliot – Storøret hjort (Odocoileus hermionus)
- Shaw – Menneske (Homo sapiens)
- Gordy – Menneske (Homo sapiens)
- Beth – Menneske (Homo sapiens)
- McSquizzy – Gråegern (Sciurus carolinensis)
- Reilly – Amerikansk bæver (Castor canadensis)
- Giselle – Storøret hjort (Odocoileus hermionus)
- Ian – Storøret hjort (Odocoileus hermionus)
- Maria – Stribet Stinkdyr (Mephitis mephitis)
- Rosie – Stribet Stinkdyr (Mephitis mephitis)
- Serge – Gråand (Anas platyrhynchos)
- Mr. Weenie – Gravhund (Canis lupus familiaris)
- Buddy – Nordamerikanske træpindsvin (Erethizon dorsatum)

## Videospil
En videospil baseret på filmen blev produceret af Ubisoft for Wii, PlayStation 2, PlayStation Portable, Microsoft Windows, Game Boy Advance; Xbox 360, Xbox, Nintendo DS og GameCube. Computerspillet tilhører action / adventure genren, og omfatter både single player og multiplayer mode.